# Герайнт ап Ербін
Герайнт ап Ербін (Geraint Llyngesic ap Erbin або Geraint the Fleet Owner (Герайнт Володар Флоту), корн. Gerren ap Erbin; 448—514) — король Думнонії (480—514).

## Біографія
Герайнт був сином короля Думнонії Ербіна ап Костянтина. Він успадковував батьковий трон в 480 році.
Першою дружиною Герайнта була Гвіар ап Амлауд, дочка Амлауда Вледіга, чотириюрідна сестра його батька. Після її смерті він одружився з Енід ап Інір, принцесою з Гвента, про життя яких складалися вірші та твори валлійськими та французькими письменниками, зокрема Кретьєном де Труа.
Герайнт ап Ербін володів найпотужнішим флотом в Британії, а один з його замків називався Кайра-Гуррел, тобто «Форт Кораблів». У 508 році він бився з саксами на чолі з Сексою в битві при Ллонгборті, де й загинув. Новим королем Думнонії став його син Кадор.
Вважається, що Герайнт був прототипом Лицаря Круглого столу сера Геррента.

## Канонізація
Християнський Святий. День пам'яті - 10 серпня.